# Jak jsem si bral Marge
Jak jsem si bral Marge (v anglickém originále I Married Marge) je 12. díl 3. řady (celkem 47.) amerického animovaného seriálu Simpsonovi. Scénář napsal Jeff Martin a díl režíroval Jeffrey Lynch. V USA měl premiéru dne 26. prosince 1991 na stanici Fox Broadcasting Company a v Česku byl poprvé vysílán 31. prosince 1993 na stanici ČT1.

## Děj
Marge se obává, že by mohla být znovu těhotná, protože domácí těhotenský test je neprůkazný, a tak jede do ordinace doktora Dlahy, aby si udělala další test. Zatímco je pryč, Homer vypráví Bartovi, Líze a Maggie příběh jejich manželství a Bartova narození. 
V roce 1979 pracoval Homer na minigolfovém hřišti, zatímco chodil s Marge. Margina matka Jacqueline a sestry – dvojčata Patty a Selma – neschvalovaly Homerovu neperspektivnost a neatraktivní fyzický vzhled. Jednou večer Marge a Homer zhlédli film Star Wars: Epizoda V – Impérium vrací úder (jehož zvratový konec Homer nechtěně prozradil dalším divákům) a líbali se uvnitř hradu na golfovém hřišti. Druhý den se Marge udělalo špatně a řekla Homerovi, že je možná těhotná. Homer nebyl nadšený, když mu to doktor Dlaha potvrdil. Protože Marge miloval, požádal ji o ruku a ona přijala. Vzali se v zapadlé svatební kapli na druhé straně státu a svatební noc strávili na gaučích v obývacím pokoji v domě Marginy rodiny. 
Homerův plat z golfového hřiště nestačil na uživení rozrůstající se rodiny, a tak se ucházel o práci ve Springfieldské jaderné elektrárně. Byl odmítnut, protože Smithers dal přednost dvěma jiným uchazečům, kteří byli shodou okolností jeho bývalí bratři z vysokoškolského bratrstva. Když byly Homerovi a Marge zabaveny nově nakoupené potřeby pro miminko a Margin snubní prsten, Homer odešel hledat stálou práci a doufal, že se jednou vrátí a bude schopen uživit rodinu. Marge byla zdrcená, když si přečetla jeho dopis na rozloučenou. 
Patty a Selma spatřily Homera pracovat v restauraci rychlého občerstvení Gulp 'n' Blow. Když Selma viděla, jak je Marge bez něj nešťastná, neochotně jí řekla, kde ho najde. Marge se snažila Homera přesvědčit, aby s ní šel domů. Homer se znovu ucházel o práci v elektrárně a říkal panu Burnsovi, že by byl díky své neochvějné podřízenosti ideálním zaměstnancem. Burns byl tak ohromen, že Homera na místě přijal. 
Homer se vrátil domů a dozvěděl se, že Marge rodí v nemocnici. Našel Marge se Selmou a rozzlobenou Patty, která mu vynadala. Homer, otrávený její neúctou, rozzlobeně řekl Patty a její rodině, aby mu projevily trochu úcty, protože teď má dobře placenou práci – což byla zpráva, která Marge potěšila těsně před tím, než porodila Barta. Při setkání s ním Bart zapálil Homerovu kravatu. Homer ho obvinil, že to udělal schválně, na což Marge řekla, že to nemohl udělat, protože je mu teprve deset minut. 
Poté, co Homer ukončí svou vzpomínku, řekne Bartovi, Líze a Maggie, že je požehnán, že má takové děti. Marge přijde domů se zprávou, že není těhotná, a plácne si s Homerem. 

## Produkce
Scénář k dílu napsal Jeff Martin a režíroval jej Jeffrey Lynch. Jednalo se o druhou retrospektivní epizodu seriálu Simpsonovi a pokračování předchozí epizody Takoví jsme byli, která vypráví o tom, jak se Homer a Marge seznámili na střední škole. Výkonný producent Sam Simon se obával, že scenáristé byli v tomto dílu „neefektivní“; myslel si, že tři zápletky – manželství Homera a Marge, narození Barta a Homerovo získání práce – měly být rozšířeny na tři díly místo jednoho.
Štáb byl znepokojen animací očí postav v epizodě, protože zorničky byly větší než obvykle, takže postavy vypadaly „zhuleně“, a oční bulvy byly „příliš kulaté“ a velké. Animátoři v jihokorejském animačním studiu, kde probíhá velká část animačního procesu, začali oči šablonovat, což podle Lynche vedlo k „podivně kulatým očím, které někdy vypadají příliš velké a příliš dokonalé. To je velmi nesimpsonovské.“ Marge byla v retrospektivních částech navržena s kratšími vlasy, aby vypadala mladší. Lynch byl toho mínění, že je hezké vidět Marge v „mladším, atraktivnějším módu a tak nějak sledovat její postup v těhotenství“.

## Kulturní odkazy
Anglický název epizody je odkazem na americký televizní seriál I Married Joan. Marge a Homer si v autě zpívají písničku „You Light Up My Life“ od Debby Booneové. Když má Marge podezření, že je těhotná, chce Bart pojmenovat dítě po rapperovi Koolu Moe Deeovi, zatímco Líza ho chce pojmenovat po Ariel z Malé mořské víly. Na začátku svého vyprávění Homer zmíní skupinu Supertramp a její popularitu v daném období. Při odchodu z kina Homer zkazí závěr filmu Impérium vrací úder desítkám diváků čekajících na další reprízu. Přirovnává také Margin vzhled k princezně Leie a její inteligenci k Yodovi, dvěma postavám z filmu.
Homerovo setkání s poslíčkem s koblihami je odkazem na scénu z filmu Pan Wonka a jeho čokoládovna. Homer a jeho nejlepší přítel Barney Gumble sledují Charlieho andílky, když jim Marge oznámí novinu o svém těhotenství. Na stěně v Barneyho bytě visí plakát Farrah Fawcettové, herečky z Charlieho andílků. Když Homer hledá novou práci, zazní písnička Dolly Partonové „9 to 5“. Nápis před svatební kaplí připomíná Vegas Vic z klubu Pioneer v Las Vegas. Když se Homer podruhé vrací do elektrárny, aby se ucházel o práci, je vidět pana Burnse, jak hraje arkádovou hru Ms. Pac-Man. V epizodě se poprvé objevuje křestní jméno Burnsova asistenta Smitherse, Waylon, které pochází od loutkáře Waylanda Flowerse.

## Přijetí
V původním americkém vysílání 26. prosince 1991 skončil díl v týdnu od 23. do 29. prosince 1991 na 27. místě v žebříčku sledovanosti s ratingem 11,9, což odpovídá přibližně 11 milionům domácností. Byl to ten týden nejsledovanější pořad na stanici Fox. Dabérka Marge, Julie Kavnerová, získala za svůj výkon v této epizodě v roce 1992 cenu Primetime Emmy za vynikající hlasový výkon.
Po odvysílání díl získal velmi pozitivní hodnocení od televizních kritiků. Pete Oliva z deníku North Texas Daily pochválil scenáristy za to, že poskytli retrospektivní příběhy, které jsou „uvěřitelné“ a nepůsobí „vykonstruovaně nebo narychlo promyšleně“. Warren Martyn a Adrian Wood, autoři knihy I Can't Believe It's a Bigger and Better Updated Unofficial Simpsons Guide, se domnívali, že se jedná o „dojemnou“ epizodu se „spoustou skvělých kulis“.
Colin Jacobson z DVD Movie Guide popsal díl jako „milý a zábavný“ a „pěkný kousek historie Simpsonových“. Jacobson dále uvedl, že se mu líbil koncept retrospektivy a že epizoda „pěkně“ rozvíjí postavy a dává divákům „dobrý pocit z doby, ve které se odehrává“. Nate Meyers z Digitally Obsessed ohodnotil díl známkou 5 z 5 a vyzdvihl scény s Marginými sestrami Patty a Selmou, které „zasypávají Homera urážkami“, jako „nejvtipnější momenty“ dílu. Meyers dodal: „Vyvrcholení epizody je skvělým momentem pro Homera a fanoušky seriálu.“. Molly Griffinová z The Observer uvedla, že díl je jednou z epizod třetí řady, které ze seriálu udělaly „kulturní sílu, kterou je dnes“.
Keith Booker ve své knize Drawn to Television – Prime-time Animation from the Flintstones to Family Guy napsal: „Epizoda poměrně sentimentálně popisuje počáteční boje nezodpovědného Homera o obživu své nové rodiny (…) Takové díly v pozadí dodávají vykreslení animované rodiny Simpsonových další rozměr, díky němuž působí zvláštně reálně a dodávají váhu jejich statusu rodiny s dlouhou společnou historií.“.